# Ugróczy Ferenc
Ugróczy Ferenc (Szekszárd (Tolna vármegye), 1785. augusztus 6. – Mernye (Somogy vármegye), 1836. január 25.) bölcseleti doktor, piarista áldozópap és jószágkormányzó.

## Élete
A szónoklati osztály befejezése után 1801. október 3-án lépett a rendbe Kecskeméten. A noviciátus után tanított Besztercén (1802-04), Máramarosszigeten (1804-05) és Pesten a grammatikai osztályokban. 1806. augusztus 27-én tett szerzetesi fogadalmat.
1806-08-ban Vácon tanulta a bölcseletet, 1808. augusztus 30-án szentelték pappá. 1811-ben a pesti tudományegyetemen bölcseleti doktorrá avatták. Teológiai tanulmányait Nyitrán és Szentgyörgyön folytatta; közben áldozópappá szentelték.
1810-től 1814-ig Szegeden a líceumban a történelmet adta elő; 1815-ben Bolla Márton rendfőnök titkárjának hívta meg. 1816-ban a lévai ház főnöke és a gimnázium igazgatója lett. 1826-ban a váci káptalan tanácsadónak, majd asszisztensnek választotta meg; végül 1829-ben a rend custodiátusi uradalmában jószágkormányzóvá tette.

## Munkái
- Domus Szegediensis Cler. Reg. Schol. Piar. fundata ab amplissiomo magistratu civico Anno 1719. Szegedini, 1815
- Zentai ütközet. Uo. 1816. Csataképpel. (Ism. Bács-Bodrogm. év n. folyóirat II. 33-41. l.)
- Kalazantius szent Józsefhez, az Isten annya szegényeitől neveztetett kegyes iskolák szerzete felállítójának élete rövid summába foglalva. Pest, 1821